# 酸汤鱼
酸汤鱼是中国贵州省的代表性菜品，源自黔东南苗族侗族自治州的苗族美食，距今酸汤鱼至少有数百年历史。酸汤鱼常见于苗族的婚礼、婴儿满月、聚餐、招待贵客等。其酸汤的原料可使用糯米粉发酵配以贵州地产的樱桃番茄熬制而成，并将酸汤汁与鲤鱼、草鱼或黑鱼煮制并配以辣椒、花椒、盐等调料即可成菜。酸汤鱼以其鱼肉细嫩，酸香味鲜而受人欢迎。此外，亦有将番茄腌制后形成的酸汤作为其中酸汤的原料，并配以鲤鱼、黄豆芽、笋、豆腐等煮制而成，并辅之腐乳、香菜、辣椒为蘸料的做法。
2017年，贵州省商务厅、贵阳市人民政府等主办的贵州黔菜品牌系列活动十大名菜比赛中，将苗家酸汤鱼列为贵州黔菜十大名菜。